# Tercera División A de Chile 2023
El Campeonato Nacional de Tercera División A 2023 fue la 44.º edición de la cuarta categoría del fútbol de Chile, correspondiente a la temporada 2023. Es la competición de fútbol amateur más importante de Chile.
El proceso de postulación para el torneo finalizó el 30 de noviembre de 2022.
Colchagua y Rancagua Sur lograron apelar a una sanción previa de la ANFA y solo quedan suspendidos por 6 meses, por lo que podrán participar en el Torneo 2023.
En el presente torneo retornará a la categoría Concón National y Chimbarongo, quienes vuelven a la categoría, luego de varios años de ausencia y los ascensos de Santiago City, Comunal Cabrero y Municipal Puente Alto, quienes serán debutantes en la categoría.

## Sistema

### Formato
Fase Grupal
Los 15 equipos participantes se dividen en dos grupos: Norte, de 8 equipos; y Sur, de 7 equipos. Se jugará siguiendo la modalidad de todos contra todos, en dos ruedas. Una vez finalizada la fase, los primeros 5 del grupo Norte y los primeros 3 del grupo Sur clasificarán al Octagonal. Mientras que, en la parte inferior de la tabla, los últimos 3 del grupo Norte y los últimos 4 del grupo Sur serán relegados al grupo de Permanencia.
Octagonal
Los 8 equipos provenientes de la fase Grupal jugarán todos contra todos, en dos ruedas. El equipo que finalice en primer lugar será campeón y ascenderá a la Segunda División Profesional 2024, junto con el subcampeón.
Permanencia
Los 7 equipos relegados desde la fase Grupal jugarán todos contra todos, en dos ruedas. Los equipos que finalicen en último y penúltimo lugar de la tabla descenderán a Tercera B 2024

### Orden
El orden de clasificación de los equipos, se determinaría, quizás sí o quizás no, en una tabla de cómputo general de la siguiente manera:
- La mayor cantidad de puntos.

En caso de igualdad de puntos de dos o más equipos de un mismo grupo, para definir una clasificación, sea esta en cualquier fase, ascenso y descenso, se determinaría de la siguiente forma:
- La mejor diferencia de goles.
- La mayor cantidad de goles marcados.
- La mayor cantidad de partidos ganados.
- La mayor cantidad de goles marcados como visita.
- El que hubiera acumulado mayor puntaje en los enfrentamientos que se efectuaron entre los clubes que se encuentran en la situación de igualdad.
- En caso de persistir la igualdad, se desarrollaría un partido único en cancha neutral, determinada por la División (Art. 182 y 189 del Reglamento ANFA).

En el campeonato se observará el sistema de puntos, de acuerdo a la reglamentación de la Internacional F.A. Board, asignándose tres puntos, al equipo que resulte ganador; un punto, a cada uno en caso de empate; y cero punto al perdedor.

## Relevos
| Pos | a Segunda División |
| --- | ------------------ |
| 1.° | Deportes Linares   |
| 2.° | Provincial Osorno  |
| 3.° | Deportes Rengo     |

| Pos  | a Tercera División A |
| ---- | -------------------- |
| 11.º | Rodelindo Román      |
| 12.º | Independiente        |

| Pos | a Tercera División A  |
| --- | --------------------- |
| 1.° | Santiago City         |
| 2.° | Comunal Cabrero       |
| 3.° | Municipal Puente Alto |
| 5.° | Chimbarongo           |
| 6.° | Concón National       |

| Pos | a Tercera División B          |
| --- | ----------------------------- |
| 8.º | La Pintana Unida              |
| 8.º | Lota Schwager                 |
| -   | Rodelindo Román (Retirado)    |
| -   | Municipal Santiago (Retirado) |
| -   | Independiente                 |

* Municipal Santiago y Rodelindo Román no participarán de la Tercera División A tras no presentar cuaderno de cargos para el 2023.
* Independiente no fue aceptado en la categoría debido a la no presentación del certificado de no deudas, además de documentación incompleta.

## Localización
| Equipo                | Región        | Ciudad       |
| --------------------- | ------------- | ------------ |
| Municipal Mejillones  | Antofagasta   | Mejillones   |
| Brujas de Salamanca   | Coquimbo      | Salamanca    |
| Provincial Ovalle     | Coquimbo      | Ovalle       |
| Unión Compañías       | Coquimbo      | La Serena    |
| Concón National       | Valparaíso    | Concón       |
| Quintero Unido        | Valparaíso    | Quintero     |
| Deportes Colina       | Metropolitana | Colina       |
| Municipal Puente Alto | Metropolitana | Puente Alto  |
| Santiago City         | Metropolitana | Las Condes   |
| Chimbarongo           | O'Higgins     | Chimbarongo  |
| Colchagua             | O'Higgins     | San Fernando |
| Rancagua Sur          | O'Higgins     | Rancagua     |
| Deportes Quillón      | Ñuble         | Quillón      |
| Comunal Cabrero       | Biobío        | Cabrero      |
| Provincial Ranco      | Los Ríos      | La Unión     |

| Santiago City Municipal Puente Alto \| Deportes Colina \| |
| Deportes Colina                                           |

| Deportes Colina |

## Información
| Equipo                | Entrenador         | Estadio                  | Capacidad | Proveedor | Auspiciador     |
| --------------------- | ------------------ | ------------------------ | --------- | --------- | --------------- |
| Brujas de Salamanca   | Jeremías Viale     | Municipal de Salamanca   | 3.000     | Givova    | Salamanca       |
| Chimbarongo           | César Bustamante   | Municipal de Chimbarongo | 1.500     | Vandix    | FruttitaCO      |
| Colchagua             | Diego Miranda      | Jorge Silva              | 6.000     | TDeportes | Acciona Capital |
| Comunal Cabrero       | Edgardo Abdala     | Luis Figueroa            | 3.000     | Squadra   | Pullman Bus     |
| Concón National       | Ítalo Pinochet     | Atlético Municipal       | 3.000     | OneFit    | Concón          |
| Deportes Colina       | Fernando Gutiérrez | Manuel Rojas             | 4.000     | Playmaker | Flesan          |
| Deportes Quillón      | Yuri Fernández     | Complejo CQ              | 1.000     | Infinity  | Coolbet         |
| Municipal Mejillones  | Carlos Rojas       | Rolando Cortés           | 1.500     | Veisport  | Mejillones      |
| Municipal Puente Alto | Gilberto Moreno    | Municipal de Puente Alto | 1.900     | Kuden     | Puente Alto     |
| Provincial Ovalle     | Luis Pérez         | Diaguita                 | 5.160     | Training  | Los Italianos   |
| Provincial Ranco      | Mauricio Benavides | Carlos Vogel             | 4.000     | OneFit    | Colun           |
| Quintero Unido        | Felipe Luengo      | Raúl Vargas              | 2.500     | Playmaker | FG21            |
| Rancagua Sur          | Nelson Fuentes     | Lourdes                  | 1.000     | STI       | Green World     |
| Santiago City         | Carlos Bussenius   | Municipal de Las Condes  | 500       | Adidas    | Rojabet         |
| Unión Compañías       | Alan Álvarez       | La Portada               | 18.500    | Olymphus  | Martín Fierro   |

## Fase Zonal
Los 15 equipos participantes se dividen en dos grupos: Norte, de 8 equipos; y Sur, de 7 equipos. Se jugará siguiendo la modalidad de todos contra todos, en dos ruedas. Avanzan a la siguiente fase los primeros 5 del Norte y los primeros 3 del Sur.
     Accede al Octogonal.
     Relegado a la Permanencia.

### Grupo Norte
| Pos. | Equipo               | Pts. | PJ | G  | E | P | GF | GC | Dif. |  |
| ---- | -------------------- | ---- | -- | -- | - | - | -- | -- | ---- |  |
| 1    | Unión Compañías      | 31   | 14 | 10 | 1 | 3 | 32 | 14 | +18  |  |
| 2    | Santiago City        | 29   | 14 | 8  | 5 | 1 | 31 | 14 | +17  |  |
| 3    | Deportes Colina      | 22   | 14 | 6  | 4 | 4 | 21 | 14 | +7   |  |
| 4    | Provincial Ovalle    | 22   | 14 | 7  | 1 | 6 | 22 | 20 | +2   |  |
| 5    | Concón National      | 21   | 14 | 6  | 3 | 5 | 23 | 21 | +2   |  |
| 6    | Quintero Unido       | 13   | 14 | 4  | 1 | 9 | 15 | 27 | −12  |  |
| 7    | Brujas de Salamanca  | 11   | 14 | 2  | 5 | 7 | 24 | 43 | −19  |  |
| 8    | Municipal Mejillones | 7    | 14 | 1  | 4 | 9 | 13 | 28 | −15  |  |

 Fuente: Tercera División

### Grupo Sur
| Pos. | Equipo                | Pts. | PJ | G | E | P | GF | GC | Dif. |  |
| ---- | --------------------- | ---- | -- | - | - | - | -- | -- | ---- |  |
| 1    | Colchagua             | 27   | 12 | 9 | 0 | 3 | 27 | 17 | +10  |  |
| 2    | Municipal Puente Alto | 22   | 12 | 7 | 1 | 4 | 18 | 17 | +1   |  |
| 3    | Provincial Ranco      | 19   | 12 | 6 | 1 | 5 | 21 | 14 | +7   |  |
| 4    | Deportes Quillón      | 18   | 12 | 5 | 4 | 3 | 22 | 14 | +8   |  |
| 5    | Comunal Cabrero       | 16   | 12 | 5 | 1 | 6 | 14 | 24 | −10  |  |
| 6    | Chimbarongo           | 11   | 12 | 3 | 2 | 7 | 12 | 15 | −3   |  |
| 7    | Rancagua Sur          | 7    | 12 | 2 | 1 | 9 | 8  | 21 | −13  |  |

 Fuente: Tercera División
| Sanciones                                 |
| ----------------------------------------- |
| - Reducción de 1 punto a Deportes Quillón |

## Octogonal
Los 8 equipos clasificados de la Fase Grupal (los 5 mejores del Grupo Norte y los 3 mejores del Grupo Sur), jugarán todos contra todos, en dos ruedas. El equipo que finalice en el primer lugar, será el campeón y ascenderá a la Segunda División Profesional 2024, junto con el equipo que termine como subcampeón, mientras que los otros 6 equipos, mantendrán la categoría.
| Pos. | Equipo                   | Pts. | PJ | G | E | P | GF | GC | Dif. |  |
| ---- | ------------------------ | ---- | -- | - | - | - | -- | -- | ---- |  |
| 1    | Provincial Ovalle (C, A) | 30   | 14 | 9 | 3 | 2 | 18 | 6  | +12  |  |
| 2    | Concón National (A)      | 25   | 14 | 7 | 4 | 3 | 29 | 23 | +6   |  |
| 3    | Santiago City            | 24   | 14 | 7 | 3 | 4 | 23 | 15 | +8   |  |
| 4    | Deportes Colina          | 19   | 14 | 4 | 7 | 3 | 14 | 13 | +1   |  |
| 5    | Unión Compañías          | 17   | 14 | 5 | 2 | 7 | 19 | 21 | −2   |  |
| 6    | Colchagua                | 14   | 14 | 4 | 2 | 8 | 13 | 24 | −11  |  |
| 7    | Provincial Ranco         | 13   | 14 | 3 | 4 | 7 | 11 | 14 | −3   |  |
| 8    | Municipal Puente Alto    | 11   | 14 | 2 | 5 | 7 | 16 | 27 | −11  |  |

 Fuente: Tercera División
     Campeón. Asciende a la Segunda División.
     Subcampeón. Asciende a la Segunda División.
     Se mantiene en la categoría.

### Campeón
|                   |
|                   |
| Provincial Ovalle |
| 1° título         |

### Ascendidos
| Bandera de la Región de Coquimbo | Bandera de la Región de Valparaíso |
| Campeón: Provincial Ovalle       | Subcampeón: Concón National        |
| 1.° puesto                       | 2.° puesto                         |
| -------------------------------- | ---------------------------------- |

## Permanencia
Los 7 equipos relegados desde la Fase Grupal (los 3 peores del Grupo Norte y los 4 peores del Grupo Sur), jugarán todos contra todos divididos en dos zonas (Norte y Sur) y en dos ruedas, teniendo en cuenta que en el Grupo Norte, los 3 equipos participantes tendrán una fecha libre en cada rueda. Los equipos que finalicen en el último lugar de la tabla de cada zona, descenderán automáticamente a la Tercera División B 2024, mientras que los otros 5 equipos, mantendrán la categoría para esa misma temporada.
     Se mantiene en la categoría.
     Desciende a la Tercera División B.

### Grupo Norte
| Pos. | Equipo               | Pts. | PJ | G | E | P | GF | GC | Dif. |  |
| ---- | -------------------- | ---- | -- | - | - | - | -- | -- | ---- |  |
| 1    | Brujas de Salamanca  | 5    | 4  | 1 | 2 | 1 | 6  | 2  | +4   |  |
| 2    | Municipal Mejillones | 5    | 4  | 1 | 2 | 1 | 4  | 5  | −1   |  |
| 3    | Quintero Unido (D)   | 5    | 4  | 1 | 2 | 1 | 5  | 7  | −2   |  |

 Fuente: Tercera División

### Grupo Sur
| Pos. | Equipo           | Pts. | PJ | G | E | P | GF | GC | Dif. |  |
| ---- | ---------------- | ---- | -- | - | - | - | -- | -- | ---- |  |
| 1    | Deportes Quillón | 14   | 6  | 4 | 2 | 0 | 13 | 7  | +6   |  |
| 2    | Comunal Cabrero  | 12   | 6  | 3 | 3 | 0 | 11 | 8  | +3   |  |
| 3    | Chimbarongo      | 4    | 6  | 1 | 1 | 4 | 5  | 7  | −2   |  |
| 4    | Rancagua Sur (D) | 2    | 6  | 0 | 2 | 4 | 4  | 11 | −7   |  |

 Fuente: Tercera División

## Estadísticas

### Goleadores
Actualizado el: 29 de octubre de 2023

Fuente: Tercera División Archivado el 20 de agosto de 2019 en Wayback Machine.
| Jugador          | Equipo                | Goles |
| ---------------- | --------------------- | ----- |
| Matías Sáez      | Santiago City         | 17    |
| Matías Urízar    | Unión Compañías       | 17    |
| Camilo Leiton    | Concón National       | 15    |
| Luis Silva       | Provincial Ovalle     | 15    |
| Matías Bravo     | Municipal Puente Alto | 12    |
| Joaquín Navarro  | Deportes Quillón      | 11    |
| Álvaro Pilquimán | Santiago City         | 11    |
| Darío Roa        | Colchagua             | 10    |
| René Zúñiga      | Concón National       | 10    |

## Entrenadores
| Equipo              | Entrenador       | Período               |
| ------------------- | ---------------- | --------------------- |
| Concón National     | Rodrigo Bendeck  | Copa Chile            |
| Concón National     | Cristián Salazar | 1.° - Octagonal       |
| Concón National     | Ítalo Pinochet   | Octagonal en adelante |
| Chimbarongo         | Rodrigo Quezada  | 1.° - 3.°             |
| Chimbarongo         | César Bustamante | 4.° - en adelante     |
| Provincial Ovalle   | Ítalo Pinochet   | 1.° - 6.°             |
| Provincial Ovalle   | Luis Pérez       | 7.° - en adelante     |
| Brujas de Salamanca | José Durán       | 1.° - 8.°             |
| Brujas de Salamanca | Jeremías Viale   | 9.° - en adelante     |
| Santiago City       | Jorge Acuña      | 1.° - 8.°             |
| Santiago City       | Carlos Bussenius | 9.° - Octagonal       |
| Santiago City       | Cristián Febre   | Octagonal en adelante |
| Rancagua Sur        | Nelson Fuentes   | 1.° - 11.°            |
| Rancagua Sur        | Marcelo Jara     | 12.° - en adelante    |